# Ko Jong-soo
Ko Jong-soo est un footballeur sud-coréen né le 30 octobre 1978.

## Palmarès
- Suwon Samsung Bluewings:
  - K League 1: Champion en 1998, 1999 et 2004
  - Coupe de Corée du Sud: Vainqueur en 2002
  - Coupe de la Ligue: Vainqueur en 1999 et 2001[1]